# L'Oie de Cravan
L'Oie de Cravan est une petite maison d'édition montréalaise fondée en 1992 par Benoît Chaput qui se spécialise dans la poésie et publie également de la bande dessinée.
Certains des auteurs publiés par l'Oie de Cravan – Nicole Espagnol, Pierre Peuchmaurd, Anne Marie-Beeckman, Anne Marbrun, Joël Gayraud, Benoît Chaput, Laurent Albarracin  – sont  influencés par le mouvement surréaliste (le nom de la maison d'édition est vu comme un hommage au poète-boxeur Arthur Cravan et est tiré d'une citation du poète surréaliste belge Louis Scutenaire). Cette citation figure à la fin de chaque ouvrage publié: "Les Oies de Cravan naissent des mâts pourris des navires perdus au golfe du Mexique."
Le catalogue de cette maison se distingue par le soin apporté à la conception de chaque livre, dont la forme et le design graphique varie singulièrement pour chaque parution.
En 1999, la maison publie à titre posthume la 1re édition du recueil de textes « Nombreux seront nos ennemis » de la poète québécoise Geneviève Desrosiers .
L'Oie de Cravan publie aussi les travaux de quelques illustrateurs, ainsi que d'auteurs de bande dessinée, dont Julie Doucet, Diane Obomsawin, Gigi Perron, Geneviève Castrée, Simon Bossé et Aude Fourest.
Au cours des dernières années l'éditrice Hermine Ortega s'est jointe à Benoît Chaput pour permettre à la petite maison de grandir un peu. Depuis, L'Oie de Cravan poursuit son travail de recherche poétique, à travers notamment les recueils du poète Jonas Fortier, Chansons transparentes (2019), La Fleuve de Charles Quimper, Toute raison de m'aimer est forcément bonne d'Orane Thibaud, Jean dit – 111 poèmes pour Ti Jean Kérouac de Maxime Catelier, Fille Méchante de Juliette Langevin, Quand je ne dis rien je pense encore de Camille Readman Prud'homme.
Depuis la création de ce prix en 2015, plusieurs publications de l'Oie de Cravan ont reçu le prix des librairies du Québec, en poésie, avec Mèche de Sébastien B.Gagnon en 2017, Camille Readman Prud'homme - Quand je ne dis rien je pense encore en 2022, Fille méchante de Juliette Langevin en 2024.
Le recueil de Névé Dumas, poème dégénéré, paru en 2023 a reçu le prix littéraire du gouverneur général, catégorie poésie, en 2024. La même année, le poète Jonas Fortier reçoit le prix Émile-Nelligan pour son recueil L'air fou.